# Цачева, Цецка
Цецка Цачева Данговска (болг. Цецка Цачева Данговска; 24 мая 1958, Драгана, Ловечская область, Болгария) — болгарский юрист и политический деятель, председатель Народного собрания (2009—2013, 2014—2017; первая женщина в истории на этой должности), министр юстиции в третьем правительстве Бойко Борисова c 4 мая 2017 по 5 апреля 2019 года.

## Биография
Окончила школу математического профиля в Плевене (1976) и юридический факультет Софийского университета. После получения образования год стажировалась в суде Плевенской области. Её профессиональная карьера началась в качестве адвоката в городской администрации Плевена, а в 1988 году она стала во главе группы городских адвокатов. В 1992 году получила членство в региональной палате адвокатов.
В 2006 году стала одним из основателей партии «Граждане за европейское развитие Болгарии» (ГЕРБ), была лидером этой партии в Плевене. В 2007 году неудачно соревновалась за пост мэра Плевена, получила мандат члена городского совета.
Цецка Цачева замужем, имеет одного сына. Свободно владеет немецким и русским языками.
В 2016 году была выдвинута на пост Президента Болгарии партией ГЕРБ. Вышла во второй тур, набрав 22,0 % голосов избирателей. Во втором туре уступила независимому кандидату, Румену Радеву.
Вошла в третье правительство Борисова как министр юстиции.